# Deutsche Adria-Zeitung
Die Deutsche Adria-Zeitung war eine deutschsprachige Tageszeitung im durch Nazi-Deutschland besetzten Italien während der faschistischen Sozialrepublik ab 1944. Sie hatte ihren Redaktionssitz in Triest und wurde vom Europa-Verlag, einem von Rolf Rienhardt geleiteten Tochterunternehmen des Franz-Eher-Verlags, unter Max Amann herausgegeben. Verlagsleiter war Leo Meister und Chefredakteur Hermann Pirich.
Die Zeitung erschien erstmals am 14. Januar 1944, also während der Zeit der Italienischen Sozialrepublik. Damit war sie faktisch wie ihre Schwesterblätter eine Besatzungszeitung, da Triest zu jener Zeit innerhalb der Operationszone Adriatisches Küstenland lag, einem Teil der Sozialrepublik, der unter einer deutschen Militärverwaltung stand. Die letzte Ausgabe erschien drei Tage nach dem Ende der Italienischen Sozialrepublik am 28. April 1945; damit war die Deutsche Adria-Zeitung im Vergleich zu anderen Besatzungszeitungen sehr kurzlebig.
Der Umfang der Zeitung betrug zunächst vier Seiten (mit Ausnahme des Sonn- und Montags, an diesen Tagen waren es sechs bzw. zwei Seiten), seit dem 22. Januar 1945 nur noch zwei Seiten. Die allgemeine Papierknappheit hatte bereits den Umfang anderer, zum Teil bereits eingestellter Besatzungszeitungen deutlich reduziert.
Die Deutsche Adria-Zeitung wagte sich inhaltlich so weit vor, dass sich der Sicherheitsdienst des Reichsführers SS einschaltete. Oft entsprachen Leitartikel nicht den geltenden Regeln: So wurde zum Beispiel die Niederlage des Deutschen Reichs als Möglichkeit angedeutet. Der als „Linksautor“ geltende Schriftsteller Ernst Glaeser arbeitete als Autor für die Zeitung, nachdem er ursprünglich für die ebenfalls zum Europa-Verlag zählende Pariser Zeitung hatte arbeiten sollen, was jedoch von Joseph Goebbels untersagt worden war.